# Segrest del vol MS181 d'EgyptAir
El segrest del vol MS181 d'EgyptAir va ser un episodi que va tenir lloc el 29 de març de 2016. Un passatger d'aquest vol, que originalment havia d'unir els aeroports egipcis d'Alexandria i El Caire, va amenaçar de fer esclatar l'aparell si els pilots no aterraven a Làrnaca, a l'illa de Xipre. Després d'unes hores, tots els passatgers foren alliberats i el segrestador arrestat.